# CDE
，通用桌面環境（  ）的缩写。是一种运行于和OpenVMS，基於Motif部件工具箱開發的商業桌面環境。商用Unix工作站长期采用CDE作為標準的桌面環境。
2012年8月，CDE宣布開放原始碼，採LGPL授權，此后CDE被移植到Linux和BSD派生系统上。

## 采用CDE的操作系統
- AIX（IBM）
- Digital UNIX / Tru64 UNIX（最初是迪吉多，現在是惠普）
- HP-UX（惠普）
- OpenVMS（最初是迪吉多，現在是惠普）
- Solaris（昇陽電腦公司）
- UnixWare（Univel）
- IRIX

## 引用
1. ↑  .   [2020-09-06]. （原始内容存档于2022-04-08）.
2. ↑  Thom Holwerda. . OSNews.   [August 6, 2012]. （原始内容存档于2012-08-08）.

## 外部連結
- CDE - Common Desktop Environment（页面存档备份，存于）
- AIX - CDE (from Wayback archive)
- HP-UX - CDE（页面存档备份，存于）
- Solaris - CDE（页面存档备份，存于）
- Tutorial for the CDE（页面存档备份，存于）
- Open Group - CDE（页面存档备份，存于）